# Limba gotică
Limba gotică este o limbă germanică dispărută, care a fost vorbită de goți. Este cunoscută, în principal, din Codex Argenteus, o copie din secolul al VII-lea a Bibliei traduse de episcopul Wulfila (Ulfilas) în gotică, datând din secolul al IV-lea. Este singura limbă est-germanică cu un corpus amplu. Toate celelalte, inclusiv limba burgundă și limba vandală, sunt cunoscute numai prin nume proprii transmise din surse istorice.

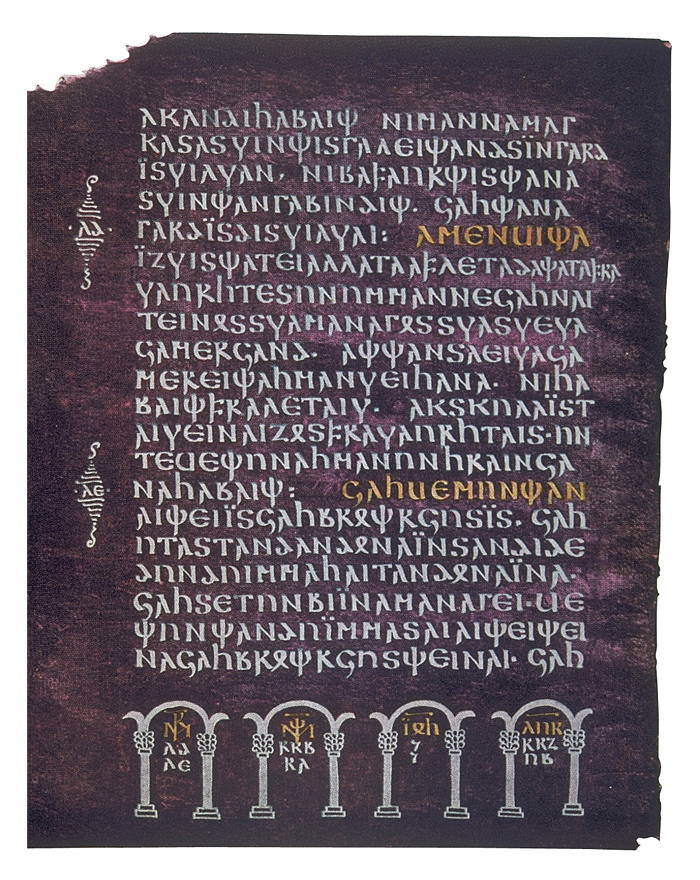
Pagină din Codex Argenteus

Fiind limbă germanică, gotica este membră a familiei indo-europene. Este limba germanică cu cea mai timpurie atestare, dar nu are descendente între limbile moderne. Cele mai vechi documente datează din secolul al IV-lea. Limba era în declin la mijlocul secolului al VI-lea, în parte din cauza înfrângerii militare a goților suferite în conflictul cu francii, cât și din cauza asimilării goților în sânul populațiilor romanice subordonate, care erau mai numeroase și civil superioare. Pe de altă parte, dispariția goticii a fost cauzată și de plecarea goților din Italia și de izolarea geografică a goților migratori de alte populații germanice.
Limba a supraviețuit în Peninsula Iberică (Spania modernă și Portugalia) până în secolul al VIII-lea. Potrivit autorului franc Walahfrid Strabo (Walahfried), gotica ar fi fost vorbită în continuare și la începutul secolului al IX-lea în ținuturi dinspre cursul inferior al Dunării și în regiuni montane izolate din Crimeea, limba gotică crimeeană. Termeni posibil gotici din manuscrise mai târzii de sec. al VI-lea (anul 600 d.H.), pot să nu aparțină limbii gotice.
Există ipoteza că așa-zisa limbă gotică crimeeană ar fi fost vorbită până în sec. al XVII-lea sau al XVIII-lea. În 1562, când se afla la Constantinopol, diplomatul flamand Ogier Ghislain de Busbecq a avut convorbiri cu două persoane originare din Crimeea, care vorbeau prezumtiva limbă gotică din peninsulă. Busbecq a fixat în scris mai multe cuvinte și explicațiile date de cei doi crimeeni. Consemnările au fost remise acasă ca raport diplomatic, cuvintelor prezumtiv gotice puse în listă adăugându-le traducerea în limba latină. Lexemele au caracteristici importante de tip german (mai ales din dialectele germanei de jos), ceea ce face controversată ipoteza gotică în sânul comunității lingvistice de specialitate. Exemple: broe "pâine" (germană: Brot); plut "sânge" (Blut); hoef "cap" (Haupt); schieten "a trage cu săgeți" (schiessen); gnauen tag "bună ziua" (guten Tag); reghen "ploaie" (Regen); bruder "frate" (Bruder); schuuester "soră" (Schwester); alt "bătrân, vechi" (alt); wintsch "vânt" (Wind); siluir "argint" (Silber); "goltz" (Gold); fisct "pește" (Fisch); thurn "ușă" (Tür); sune "soare" (Sonne); mine "lună" (Mond); bars "barbă" (Bart); handa "mână" (Hand); boga "arc" (Bogen); brunna "fântână" (Brunnen); waghen "car, căruță" (Wagen); apel "măr" (Apfel și Appel); kommen "a veni" (kommen); singhen "a cânta" (singen); lachen "a râde" (lachen); oeghene "ochi (plural)" (Augen); stul "scaun" (Stuhl); hus "casă" (Haus și Hus); salt "sare" (Salz).
Datorită vechimii mari a textelor în gotică (în principal textul Bibliei tradus de Wulfila), gotica are o importanță deosebită în lingvistica comparată în general și în lingvistica limbilor germanice în particular.